# マルセル・ビュッヘル
マルセル・ビュッヘル（Marcel Büchel, 1991年3月18日 - ）は、オーストリア・フォアアールベルク州フェルトキルヒ出身のサッカー選手。リヒテンシュタイン代表。セリエCのACRメッシーナ所属。ポジションはミッドフィルダー。

## 経歴

### クラブ
SSローブル・シエーナのユースに所属していた2010年に同クラブのトップチームに昇格するも出場機会は無く、ASグッビオ1910やUSクレモネーゼに貸し出された。
2013年にはユヴェントスFCに移籍し、アントニオ・コンテ監督によってトップチームに召集され、同年7月11日のトップチームのキャンプに参加したが、出場機会は無く、その後SSヴィルトゥス・ランチャーノ1924やボローニャFC、エンポリFCに貸し出された。
2016年6月22日、エンポリFCに150万ユーロで完全移籍した。
2017年夏、エラス・ヴェローナFCに期限付き移籍した。
2019年11月4日、SSユーヴェ・スタビアに移籍した。
2020年9月16日、アスコリ・カルチョ1898 FCに移籍した。
2024年1月11日、S.P.A.L.に移籍した。
2025年1月21日、ACRメッシーナへの移籍が発表された。

### 代表
2015年9月18日、UEFA EURO 2016予選のスウェーデン戦でリヒテンシュタイン代表デビューを果たした。
2018年11月19日、UEFAネーションズリーグ2018-19リーグDのアルメニア戦で代表初ゴールを決めた。